# Route nationale 96
La route nationale 96 (RN 96 o N 96) è stata una strada nazionale francese che partiva da Château-Arnoux-Saint-Auban e terminava ad Aubagne. Venne completamente declassata nel 2006.

## Percorso
Cominciava all'incrocio con la N85 e scendeva lungo la valle della Durance, ora con il nome di D4096. Passava per Manosque e nel dipartimento della Vaucluse cambia ora denominazione in D996, mentre in quello delle Bocche del Rodano diviene D96. Da Meyrargues la N96 virava a sud per raggiungere Aix-en-Provence. Da qui condivideva un tratto con la N7 fino alla località La Barque del comune di Fuveau, di cui poi attraversava il capoluogo. Quindi proseguiva verso meridione e si concludeva ad Aubagne, all'incrocio con la N8; prima del 1973, invece, finiva a Gémenos all'intersezione con la stessa strada: questo tratto è stato declassato a D396.